# Artificiell klättring
Artificiell klättring, teknisk klättring, eller som det kanske oftast kallas nuförtiden, aidklättring (från engelskans aid), är när en klättrare använder utrustning för att ta sig uppför en vägg. Vanligtvis, inom friklättring, används utrustningen enbart som säkerhet. I aidklättring används den aktivt. Detta gör att det är fullt möjligt att ta sig upp för väggar som är till synes släta, där det inte finns grepp att hålla i, eftersom säkringar starka nog att hålla kroppsvikt inte behöver vara stora. Vissa säkringar behöver bara en millimeter bred spricka eller en kvarts centimeter stor kant. 

## Utförande

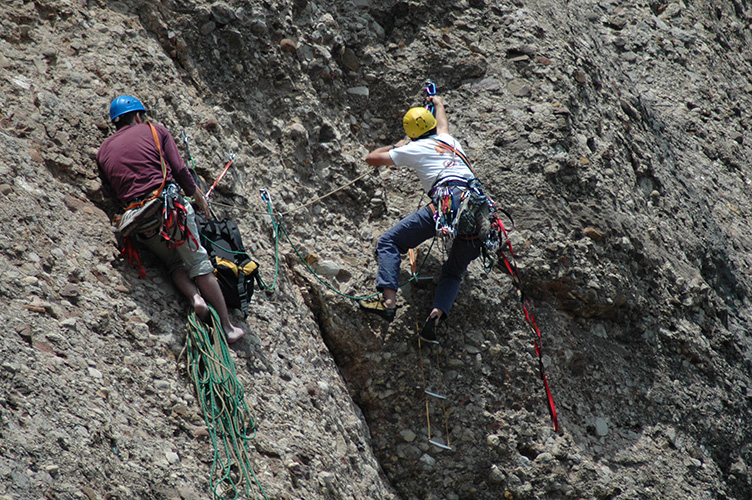
Klättring i Montserrat (Katalonien, Spanien).

För att på ett bekvämt sätt kunna "klättra i säkringarna" använder man ett system speciellt utformat för detta. Systemet består av tre komponenter (det finns många variationer på detta, till exempel det ryska aid-systemet), aidstegar, daisy chains (eller bara daisys) och fiffikrok. I selen har man fiffikroken, en rundad krok på en ca 1 decimeter lång slinga, och två daisy chains, ca 1-1,5 meter långa slingor med öglor att lägga in fiffikroken i vid själva klättrandet. I änden av sina daisy chains har klättraren aidstegar, en eller två för varje daisy. Aidstegar är långa slingor knutna, eller oftast sydda, i fyra-sex stora öglor att kliva i (aidstegar finns i många olika utformningar). Stegar och daisys är sammankopplade med en karbinhake eller skruvkarbinhake. En av dessa karbinhakar (eller bara "karbiner") kopplar klättraren in i en säkring, och börjar klättra upp i stegen/stegarna. Nar klättraren kommit så högt att säkringen är i midjehöjd, eller om klättraren behöver vila på vägen upp (det är till exempel jobbigt i överhängande terräng) lägger han/hon in fiffikroken i daisyn, säkringen eller karbinhaken. Om klättraren hade placerat säkringen högt ovanför sig har han/hon nu tagit sig ungefär en meter högre upp, och kan sträcka sig ytterligare en meter för att lägga nästa säkring. När det är gjort kopplar klättraren först in repet i säkringen han/hon står i (med en karbin, kortslinga eller shock absorber), kopplar in den andra daisyn i den nya säkringen, kliver över i stegen/stegarna som hänger från den, kopplar loss daisyn (och stegarna) från säkringen innan, och börjar klättra upp för att göra om proceduren.
För att ta bort säkringarna efteråt, det som kallas för att rensa, knyter försteman (den som lett upp) fast repet i en standplats när han/hon klättrat färdigt en replängd. Detta kallas att fixa. Andreman använder sig sedan av repklämmor eller/och grigri för att klättra på repet upp till standplatsen. På vägen upp tar andremannen loss säkringarna som förstemannen placerat. På så sätt får klättrarna med sig all utrustning upp.
Det är också relativt vanligt att en aidklättrare klättrar repsolo.

## Nackdelar och fördelar
Nackdelar med aidklättring, jämfört med friklättring, är bl.a. att det i regel tar mycket längre tid. En replängd kan ta många timmar, i vissa (väldigt) extrema fall upp emot ett dygn. Men oftast rör det sig om ett par timmar, det beror framför allt på hur snabb man är på att placera säkringar och självklart således hur svårt det är att placera dem. 
En annan nackdel är att det kräver väldigt mycket utrustning. Femtio-sextio säkringar på en replängd är inte ovanligt, vilket är ca fyra gånger mer än vad en friklättrare placerar. En aidklättrare kan bära med sig så mycket som 25-30 kg upp på en replängd. Och således kostar det mer att syssla med aidklättring.
En nackdel till som ofta är föremål för debatt är att oförsiktiga aidklättrare nöter på berget. Användandet av pitonger skadar klippan permanent. Också användandet av copperhead, skyhook och cam hook skadar klippan till viss del. De två senare räknas ändå till clean aid då man inte använder en klätterhammare för att placera dem. Att aidklättra en friklätterled med pitonger är ansett att vara väldigt respektlöst och mycket dålig stil, och är på vissa klippor förbjudet. Dock bör sägas att många leder som från början var aidklätterleder, men som nu friklättras, kan friklättras just för de nötningar pitonger har åsamkat. De s.k. bultärr som ett kraftigt användande av pitonger lämnar i sprickor kan användas som grepp vid friklättring. Olika typer av pitonger är: RURP, beak, pecker, knifeblade, lost arrow, vinkelbult (angle piton) och Z-bult (Z-piton). 
Fördelarna med aidklättring är bl.a., som ovan nämnts, att man kan ta sig upp för väggar som är omöjliga att friklättra, eller väldigt svåra. Extremt svår friklättring kan ibland vara väldigt lätt att aidklättra.
Aidklättring är inte heller lika beroende av goda väderförhållanden. En kamkil kan hålla lite sämre i våta förhållanden, och även copperheads men det är marginellt. Och man är inte beroende av samma rörelsefrihet som i friklättring, så att klä sig efter väder är sällan något problem. Många klippklättrare aidklättrar till exempel under vinterhalvåret, eller när det är dåliga förhållanden för friklättring.
Detta har gjort det möjligt att bestiga annars obestigbara enormt stora väggar, s.k. big walls, som till exempel El Capitan i Yosemite nationalpark. Väggar som El Capitan och Half Dome, Great Trango Tower och Cerro Torre hade varit omöjliga att klättra när de först blev klättrade om det inte hade varit för aidklättringen. 
Aidklättring har också skyndat på utvecklingen av klätterutrustning, tillsammans med viljan att klättra väggar så "rent" som möjligt.  Portaledge och hissäck är saker som specifikt används vid big wall-klättring.

## En annan sorts lidande
Klättring är i allmänhet sällan särskilt bekvämt, eller behagligt. Friklättring, som är den vanligaste formen av klättring, är ofta fysiskt tungt, ibland smärtsamt, och med en tydlig psykologisk underton. Aidklättring kan vara ett mer psykologiskt spel. Det handlar mer om att kunna hantverket än att vara fysiskt stark. Dåliga säkringar för med sig oro för klättraren, eftersom klättraren faller om säkringen han/hon står i inte håller. Detta, i kombination med att det kan ta väldigt lång tid, skapar en spänning, en psykologiskt påfrestande spänning, som är signifikant för aidklättring.
Ibland sägs det att aidklättring är enbart en psykologiskt gren av klättersporten, något som oftast sägs av klättrare som inte har mycket erfarenhet av aidklättring, då det definitivt har ett element av hårt arbete i sig.
Aidklättring graderas således på andra premisser än friklättring, aidklättergraderingar bygger mer på hur farligt det är vid ett eventuellt fall.

## A-skalans utformning
Svårighetsraderna för aidklättring är som följer:
- A0: Eller "french free", är när en klättrare drar sig upp i, eller står på utrustning. Det är ofta för att ta sig förbi en särskilt svår friklätterpassage. Aidstegar är inte ett måste. Denna grad är snarare en slags friklättergradering.

- A1: Lätt aid. Man kan hela tiden placera bra säkringar. Säkringslägen är tydliga. Inga farliga fall.

- A2: Moderat aid. Svårare att hitta lägen, och korta passager med kroppsviktssäkringar (2-8). Fall är sällan farligt, men kan vara obehagligt.

- A3: Svår aid. Många kroppsviktssäkringar i rad (8-15), och svårt att hitta lägen. Fall kan bli långa och farliga, men inte fatala.

- A4: Mycket svår aid. Väldigt många kroppsviktssäkringar i rad (15-40). "Fantasi" och kreativitet krävs för att hitta lägen och för att få säkringarna att hålla. Fall resulterar ofta i skada, men sällan död.

- A5: Extrem aid. Som A4 fast värre (40-? kroppsviktssäkringar). Faller man här resulterar det i  allvarlig skada eller död. Klättringen tar väldigt lång tid. I regel förekommer inga expanderbultar eller rivets.

- A6: (Denna grad är teoretisk. Den har dock givits till leder, för att sedan ratas av andrabestigarna.) Det går ut på att vara lika hemskt som A5, med skillnaden att inte ens standplats håller. Faller en, faller alla i replaget. Varför den är teoretisk är för att två personer, per definition, inte kan hänga i samma kroppsviktssäkring, för då är det ingen kroppsviktsäkring utan måste räknas som en fullgod säkring.

Samtliga grader, förutom A0, kan ha suffix i form av plustecken och (ovanligare) minustecken. A2+ är svårare än A2, men lättare än A3. A3- är i sin tur svårare än A2+, men lättare än A3. Oftast används bara plustecken för att markera en svårighetsgrad mellan två heltal, minustecknet används sällan.

### Problem med graderingarna
Det är inte lätt att gradera aidklättring. Det är svårt att definiera vad en bra respektive en dålig säkring är: det är subjektivt. En klättrare kan känna sig säker, och en annan kan känna sig livrädd, på samma säkring.
Trots att aidklättring är mestadels psykologiskt krävande, bygger graderingarna mest på att objektivt se hur bra säkringarna är. Aidgraderingar tar inte hänsyn till om en replängd är exponerad eller inte. En femton meter lång sva -replängd direkt från marken upp i ett dieder kan ha samma svårighetsgrad som en kraftigt överhängande, 60 meter lång, blank vägg en kilometer ovanför marken. Detta trots att den psykologiska påfrestningen är svårare. Att A5 är mer mentalt krävande än A1 ses som självklart.

### New wave och old school
Sen bör sägas att det egentligen finns två skalor. Båda använder sig av A0 till A5, old school aid och new wave aid. Båda har sitt ursprung i Yosemite nationalpark och klätterkulturen som finns där och har funnits där sedan 1920-talet. I regel kan man säga att old school aid var väldigt seriöst, men utvecklandet av ny utrustning som till exempel kamkilen, gjorde att gränserna för graderna blev omoderna. Klättrare fann till exempel old school A5 expando lätt i och med kamkilen, och fann det nödvändigt med en ny definition av graderna. I skalan här demonstrerad kan man säga att de lägre antalet kroppsviktssäkringar representerar old school aid, och de högre antalet representerar new wave aid. 
Suffixen i new wave aid har också en annan betydelse än i old school aid. I new wave aid kan ett plustecken betyda att klättraren kommer falla ner i en klippformation eller marken vid fall. New wave A3+ kan, i praktiken, betyda upp till tjugo meters markfallspotential. 
Det finns ytterliga ett till graderingssystem som är nära kopplat till detta, och det är för clean aid, aidklättring utan säkringar placerade med klätterhammare. Grovt översatt är clean-aidskalan (C1-C5) samma svårighet som aidskalan (A1-A5). Clean aid är att klättra i bättre stil.

### Reflektioner och undantag
Graderingarna bygger på vad som är möjligt att placera. Om man till exempel klättrar A1 och backcleanar tio säkringar i rad så är man fortfarande på A1, trots att ett fallpotentialen är ungefär A3.